# ベン・ローウェン
- ベン・ローエン

ベンジャミン・ラモン・ローウェン（Benjamin Ramon Rowen, 英語発音: /ˈbɛn ˈroʊən/; 1988年11月15日 - ）は、アメリカ合衆国フロリダ州ピネラス郡ダニーデン出身のプロ野球選手（投手）。右投右打。現在は、フリーエージェント（FA）。

## 経歴

### プロ入り前
フロリダ州ダニーデンで誕生後、ニューヨーク州イーストオーロラやカリフォルニア州ランチョ・パロス・ベルデスを転々として少年時代を過ごした

### プロ入りとレンジャーズ時代
2010年のMLBドラフト22巡目（全体676位）でテキサス・レンジャーズから指名され、6月14日に契約。契約後、傘下のA-級スポケーン・インディアンスでプロデビュー。21試合に登板して2勝0敗1セーブ、防御率1.09、30奪三振を記録した。
2011年はA級ヒッコリー・クロウダッズでプレーし、33試合に登板して5勝4敗2セーブ、防御率1.98、43奪三振を記録した。
2012年はA+級マートルビーチ・ペリカンズでプレーし、38試合に登板して5勝0敗19セーブ、防御率1.57、52奪三振を記録した。オフにはアリゾナ・フォールリーグに参加し、サプライズ・サグアロスに所属した。
2013年はまずAA級フリスコ・ラフライダーズでプレーし、31試合に登板して3勝0敗10セーブ、防御率0.53、28奪三振と好投した。6月20日にAAA級ラウンドロック・エクスプレスへ昇格すると、20試合の登板で3勝1敗3セーブ、防御率0.84、30奪三振と奮闘した。オフの11月20日にルール・ファイブ・ドラフトでの流出を防ぐために40人枠入りした。
2014年2月26日にレンジャーズと1年契約に合意。3月12日にAAA級ラウンドロックへ異動し、そのまま開幕を迎えた。開幕後は失点が続いたが、その後は10試合連続無失点を記録し、6月11日にタナー・シェパーズが故障者リスト入りしたためメジャーへ初昇格した。6月15日のシアトル・マリナーズ戦でメジャーデビュー。4点ビハインドの8回裏無死から登板し、1回を無安打無失点に抑えた。その後もリリーフとして登板したが、7月3日のボルチモア・オリオールズ戦で0.2回を投げ2安打2失点と救援に失敗し、翌4日にAAA級ラウンドロックへ降格した。降格後はAAA級ラウンドロックで18試合に登板したが、メジャーへ昇格することはなかった。この年メジャーでは8試合に登板して防御率4.15、7奪三振を記録した。オフの12月16日にDFAとなり、19日に自由契約となった。

### オリオールズ傘下時代
2015年1月20日にロサンゼルス・ドジャースでマイナー契約を結んだが、4月9日にライアン・ウェブ、ブライアン・ウォードとのトレードで、クリス・オブライエンと共にオリオールズへ移籍した。移籍後は傘下のAA級ボウイ・ベイソックスで16試合に登板。防御率1.90と好投し、5月29日にAAA級ノーフォーク・タイズへ昇格。しかし、6試合の登板で6月21日にAA級ボウイへ降格すると、7月5日に自由契約となった。

### カブス傘下時代
2015年7月5日にシカゴ・カブスとマイナー契約を結んだ。契約後は傘下のAAA級アイオワ・カブスでプレーし、8試合に登板して2勝0敗、防御率0.00、7奪三振と好投した。7月29日にカブスとメジャー契約を結んだが、登板機会のないまま31日にDFAとなった。

### ブルージェイズ傘下時代
2015年8月3日にウェイバー公示を経てトロント・ブルージェイズへ移籍した。移籍後は傘下のAAA級バッファロー・バイソンズでプレーし、14試合に登板して0勝1敗1セーブ、防御率2.00、11奪三振を記録した。
2016年3月13日にAAA級バッファローへ異動し、そのまま開幕を迎えた。8月1日にDFAとなった。

### ブルワーズ時代
2016年8月4日にウェイバー公示を経てミルウォーキー・ブルワーズへ移籍した。ブルワーズでは4試合に登板して防御率15.00、2奪三振と結果を残せなかった。オフの11月7日にFAとなった。

### メッツ傘下時代
2016年12月15日にニューヨーク・メッツとマイナー契約を結び、2017年のスプリングトレーニングに招待選手として参加することになった。
2017年は傘下のAAA級ラスベガス・フィフティワンズでプレーし、54試合に登板して3勝3敗、防御率4.41、52奪三振を記録した。オフの11月6日にFAとなった。

### レッズ傘下時代
2018年2月19日にシンシナティ・レッズとマイナー契約を結び、スプリングトレーニングに招待選手として参加することになった。シーズンでは開幕から傘下のAAA級ルイビル・バッツでプレーしていたが、5月9日に自由契約となった。

### 独立リーグ時代
2018年6月3日に独立リーグであるアトランティックリーグのシュガーランド・スキーターズと契約した。15試合に登板して3勝1敗、防御率4.50、13奪三振を記録した。

### ブレーブス傘下時代
2019年1月18日にアトランタ・ブレーブスとマイナー契約を結び、スプリングトレーニングに招待選手として参加することになった。シーズンでは傘下のAA級ミシシッピ・ブレーブスとAAA級グウィネット・ストライパーズでプレーし、2球団合計で40試合（先発7試合）に登板して5勝3敗1セーブ、防御率3.61、65奪三振を記録した。
2020年オフの11月2日にFAとなった。

### エンゼルス時代
2020年12月14日にロサンゼルス・エンゼルスとマイナー契約を結び、2021年のスプリングトレーニングに招待選手として参加することになった。
2021年4月12日にメジャー契約を結んでアクティブ・ロースター入りすると、同日のカンザスシティ・ロイヤルズ戦で2016年以来5年ぶりとなるメジャー復帰登板を果たした。5月5日にDFAとなり、8日にマイナー契約で傘下のAAA級ソルトレイク・ビーズへ配属された。オフの10月15日にFAとなった。

## 投球スタイル
右のアンダースロー。平均78mph（約125.5km/h）のツーシームにチェンジアップ、カーブ、スライダーの変化球を持つ。

## 詳細情報

### 年度別投手成績
| 年 度    | 球 団    | 登 板 | 先 発 | 完 投 | 完 封 | 無 四 球 | 勝 利 | 敗 戦 | セ 丨 ブ | ホ 丨 ル ド | 勝 率 | 打 者 | 投 球 回 | 被 安 打 | 被 本 塁 打 | 与 四 球 | 敬 遠 | 与 死 球 | 奪 三 振 | 暴 投 | ボ 丨 ク | 失 点 | 自 責 点 | 防 御 率 | W H I P |
| -------- | -------- | ----- | ----- | ----- | ----- | -------- | ----- | ----- | -------- | ----------- | ----- | ----- | -------- | -------- | ----------- | -------- | ----- | -------- | -------- | ----- | -------- | ----- | -------- | -------- | ------- |
| 2014     | TEX      | 8     | 0     | 0     | 0     | 0        | 0     | 0     | 0        | 0           | ----  | 39    | 8.2      | 10       | 0           | 4        | 3     | 0        | 7        | 0     | 0        | 4     | 4        | 4.15     | 1.61    |
| 2016     | MIL      | 4     | 0     | 0     | 0     | 0        | 0     | 0     | 0        | 0           | ----  | 19    | 3.0      | 10       | 0           | 0        | 0     | 0        | 2        | 0     | 0        | 6     | 5        | 15.00    | 3.33    |
| 2021     | LAA      | 8     | 0     | 0     | 0     | 0        | 0     | 0     | 0        | 0           | ----  | 49    | 11.1     | 12       | 3           | 2        | 0     | 2        | 8        | 0     | 0        | 8     | 7        | 5.56     | 1.24    |
| MLB：3年 | MLB：3年 | 20    | 0     | 0     | 0     | 0        | 0     | 0     | 0        | 0           | ----  | 107   | 23.0     | 32       | 3           | 6        | 3     | 2        | 17       | 0     | 0        | 18    | 16       | 6.26     | 1.65    |

- 2021年度シーズン終了時

### 背番号
- 39（2014年）
- 47（2016年）
- 71（2021年）